# Quaking Houses
Quaking Houses – wieś w Anglii, w hrabstwie Durham. Leży 12 km na północny zachód od miasta Durham i 386 km na północ od Londynu.